# Linnéa Carlsson

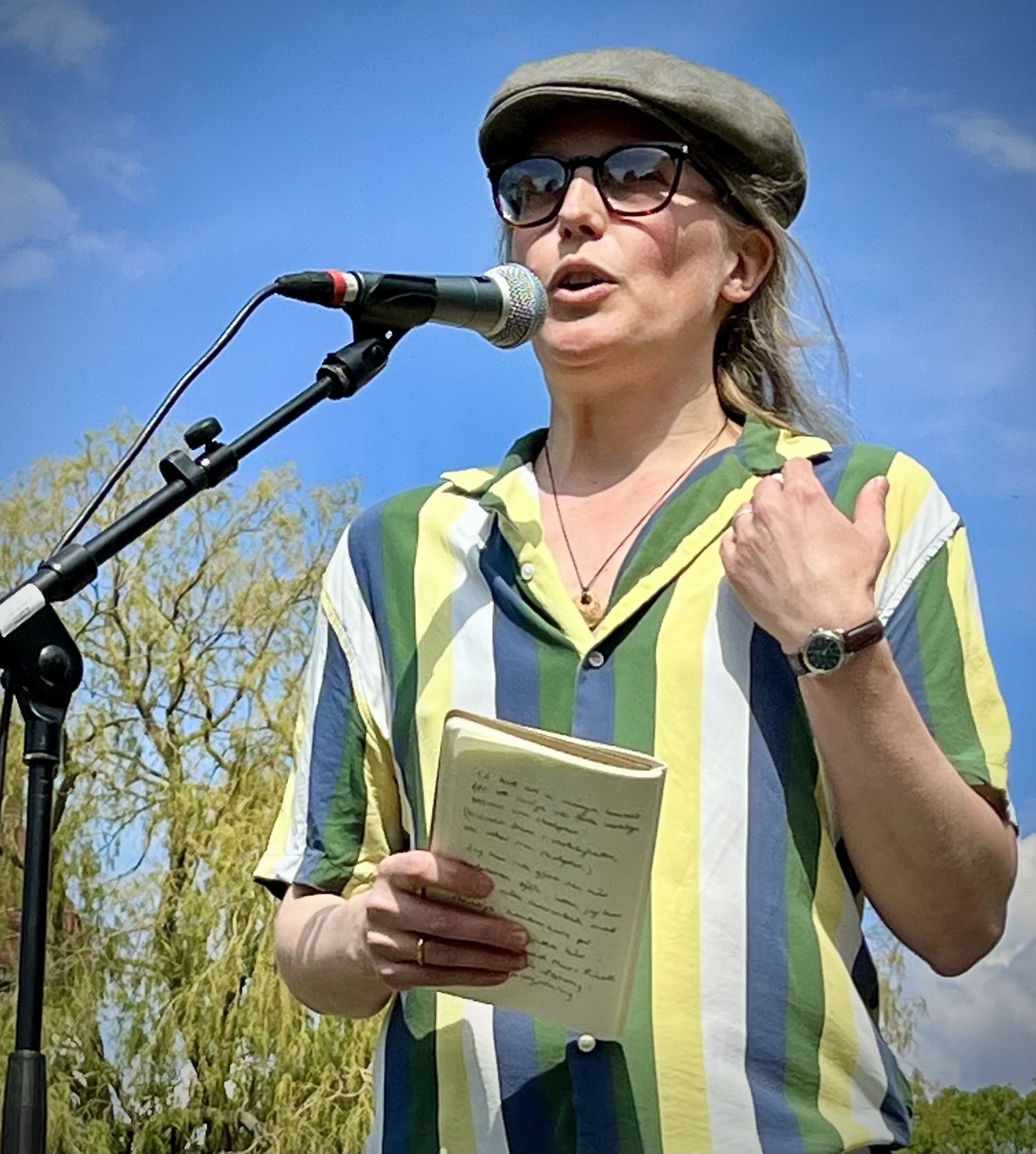
Konstnären i Rörsjöparken, Malmö 14 maj 2023 i samband med invigningen av skulpturen Elma Danielsson agiterar.

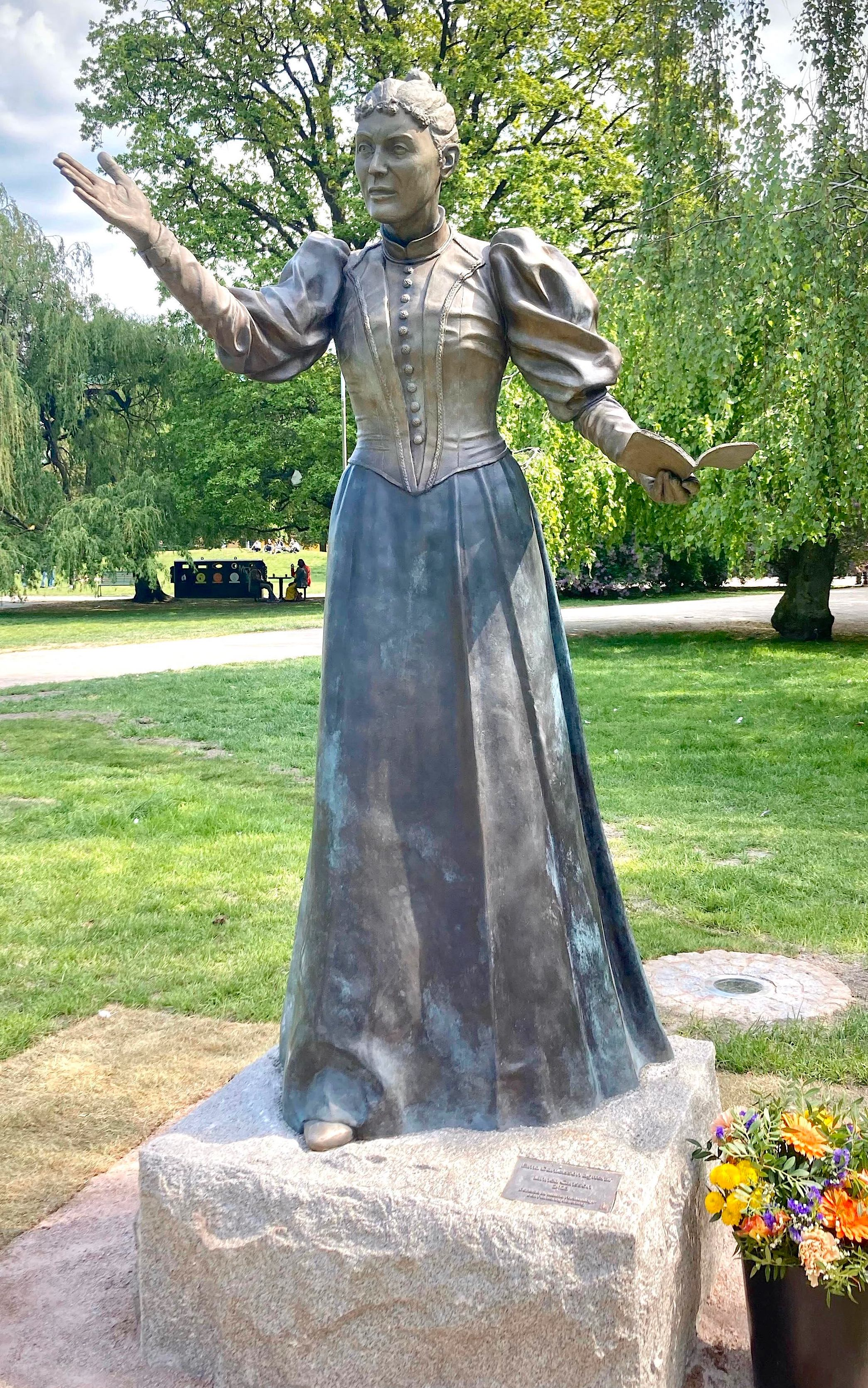
Linnéa Carlsson, Elma Danielsson agiterar Rörsjöparken i Malmö.

Linnéa Carlsson, född 23 juni 1975 i Kalmar, är en svensk skulptör och målare, verksam i Malmö.
Hon utbildade sig 1999–2000 på HDK, Högskolan för Konst och Design i Göteborg, 2000–2002 på Gerlesborgsskolan i Bohuslän och 2002–2008 på Konsthögskolan i Malmö.
Hon har haft separatutställningar på Krognoshuset Aura i Lund (2013), Galleri Thomas Wallner i Simris (2015), Skånes Konstförening i Malmö (2017), Kolonin i Arvika (2019), Molekyl Gallery i Malmö (2019), Tjörnedala konsthall i Baskemölla / Simrishamn 2020 samt Rotundan i Kalmar (2021). En intervjufilm med konstnären visades i utställningen Härligt att vara skulptör! Svenska kvinnliga konstnärskap 1880–1920 på Nationalmuseum i Stockholm 2022.
Hennes skulptur Elma Danielsson agiterar invigdes 14 maj 2023 i Rörsjöparken i Malmö, som blev stadens första skulptur som, i offentligt rum, avbildar en namngiven kvinna. Malmö stad gav skulptören uppdraget efter ett förslag från Eva Bonde, journalist och chefredaktör för tidskriften Historiskan. Skulpturen skapades på Konstnärernas kollektivverkstad KKV i Malmö.
Linnéa Carlsson tilldelades 2016 stipendium ur Ester Almqvists minnesfond.